# Юи, Тосики
Тосики Юи (яп. 唯 登詩樹 Юи Тосики, род. 1956 г.) — футанари-мангака, создатель сэйнэн-манги родом из префектуры Киото (Япония). Его манга всегда достаточно откровенна. Ранние работы, включая мангу Arms, Battle Staff и Kaori Paradise, издавал по псевдонимом Масаки Като (яп. 加藤 雅基 Като: Масаки). Издаётся с 1986 года. Юи известен как художник, активно использующий компьютерные графические редакторы и иногда фотографии для рисования задних планов (например, в Kagome, Kagome), и создатель многочисленных эротический изображений девушек (бисёдзё), которые он выкладывает в сеть. Специализируется на романтических комедиях и мистике, посвящённой приключениям главной героини и ей друзей. На английский были переведены три манги — Misty Girl Extreme, Hot Tails и Wingding Orgy.

### Как Масаки Като
- Battle Staff (яп. バトルスタッフ батору сутаффу) (1986)
- Kaori Paradise (яп. KAORI パラダイス каори парадайсу) (1986)
- Arms (яп. アームス аамусу) (1988)
- Enamel Sketch (яп. エナメルタイプのエスキス энамэру тайпу эсукису) (1989)
- Kurara Shake (яп. くららシェイク курара сэйку) (1990)

### Как Тосики Юи
- Mermaid Junction (яп. マーメイド・ジャンクション) (1987), адаптирована в одну из серий Cream Lemon[9]
- Confusion of the Heart (яп. ただいまハート混線中 тадаима ха:то консэнтю:) (1988)
- Umauma (яп. ウマウマ) (1990)
- Misty Girl (яп. ミスティガール мисутэй гаару) (1991)
- Junction (яп. ジャンクション дзянкусён) (1993), на английском издана под названием Hot Tails[10]
- Kirara (1993—1997), адаптирована в качестве аниме-OVA[11]
- Hot Junction (яп. ホットジャンクション хотто дзянкусён) (1993—1994)
- Yui Museum: The Early Works Collection of Toshiki Yui (яп. 唯ミュージアム　唯登詩樹初期作品集 юи мю:дзиаму юо тосики сёки сакухин сю:) (1995)
- Don't Do It, Yuko-san (яп. いけないよゆう子さん Икэнай ё ю:косан) (1996)
- Wingding Party (яп. ウィンディングパーティー уиндингу па:ти:) (1990), на английский переведена как Wingding Orgy: Hot Tails Extreme в 1997 году; название было изменено из-за популярности Hot Tails[10]
- It (яп. イット итто) (1999)
- Yui Shop (1999—2003)[12]
- Re Yui (2000)
- Trouble Gemini (яп. とらぶるジェミニ торабуру дзэмини) (2000)
- X2 (2000)
- Princess Quest Saga (2000)
- Kagome Kagome (яп. かごめかごめ) (2000—2001)[13][14]
- God of the Sands, People of the Sky (яп. 砂の神 空の人 суна но ками, сора но хито) (2002)
- Boku no Futatsu no Tsubasa (яп. ボクのふたつの翼 боку но футацу но цубаса, My Two Wings) (2003—2005)
- Today's Special: Plat du Jour (яп. 本日のオススメ　プラ・ドゥ・ジュール хондзицу но осусумэ пура дю дзю:ру) (2004)
- Mai's Room (яп. MAI の部屋 Май но Хэя) (2006—2008)[15][16]

#### Boku no Futatsu no Tsubasa
Boku no Futatsu no Tsubasa (яп. ボクのふたつの翼 боку но футацу но цубаса, My Two Wings) — комедийная манга, выпускавшаяся компанией Shueisha в ежемесячном журнале Ultra Jump с 19 июля 2002 года по 17 сентября 2005 года. Издана в пяти томах. Выпускается также на территории Тайваня. История вращается вокруг двух девушек Макото Касиваги (яп. 柏木誠 Kashiwagi Makoto) (главная героиня истории) и Хироми Итимару (яп. 石丸ひろみ Ishimaru Hiromi), являющихся двоюродными сёстрами. Хироми всегда считала Макото парнем, так как в детстве она выглядела мальчиком. Спустя девять лет Макото переезжает жить в дом сестры. Макото рассказывает Хироми, что она на самом деле является футанари, чем приводит девушку в шок. Однако Хироми, несмотря на это, обещает Макото что никто, кроме неё, больше не узнает об этой тайне. Кроме того, вскоре на Макото начала охотиться группа людей, чья цель изучить её, так как девушка является наполовину пришельцем (её отец является инопланетянкой-футанари). Макото — спортивная и весёлая девушка, кажущаяся безобидной и стеснительной, но в то же время наделена огромной силой и хорошей реакцией. В конце истории Макото начала понимать, что любит Хироки, они начали встречаться.